# Draft 1986 de la NBA
1985 1987
La draft 1986 de la NBA est la 40e draft annuelle de la National Basketball Association (NBA), se déroulant en amont de la saison 1986-1987. Elle s'est tenue le 17 juin 1986 à New York. Un total de 162 joueurs ont été sélectionnés en 7 tours,.
Lors de cette draft, 23 équipes de la NBA choisissent à tour de rôle des joueurs évoluant au basket-ball universitaire américain, ainsi que des joueurs internationaux. Si un joueur quittait l’université plus tôt, il devenait éligible à la sélection.
La loterie fut introduite lors de la draft précédente, afin de mettre fin au système qui faisait que des équipes perdaient volontairement leurs matches pour obtenir le premier choix de la draft. Le système de loterie impliquait un tirage au sort d’une enveloppe. Chaque enveloppe représentait une franchise non-qualifiée en playoffs, et celle qui serait tirée en première obtiendrait le premier choix. Le processus a ensuite été répété jusqu’à ce que le reste des choix de loterie aient été déterminés. Dans ce système, chaque équipe non qualifiée avait une chance égale d’obtenir le premier choix. Le reste des choix étant établi dans l'ordre inverse du classement de la saison 1985-1986.
Les Cavaliers de Cleveland sélectionnent Brad Daugherty avec le premier choix de cette draft. Le titre de NBA Rookie of the Year est décerné au 4e choix, Chuck Person, avec les Pacers de l'Indiana.
Trois joueurs ont été intronisés au Basketball Hall of Fame à l'issue de leur carrière (Dražen Petrović, Dennis Rodman et Arvydas Sabonis).

## Anecdotes
- Cette draft est connue comme étant l'une des pires de l'histoire. La star des Terrapins du Maryland, Len Bias, décède deux jours seulement après avoir été sélectionné au 2e rang de la draft par les champions en titre, les Celtics de Boston[5]. Des problèmes de drogue ont aussi brisé les carrières de Chris Washburn, 3e choix, et Roy Tarpley, sélectionné en 7e position. La mort de Len Bias entraîna la mise en place d'un programme de prévention contre la drogue.
- En dépit de (ou grâce à) ces déceptions du premier tour, ce fut l'une des drafts produisant le plus de joueurs de qualité au deuxième tour ou dans les tours suivants. Mark Price et Jeff Hornacek sont devenus des joueurs majeurs dans les années 1990, tandis que Dennis Rodman devint un des meilleurs défenseurs de la ligue et l'un des meilleurs rebondeurs de l'histoire et joua un rôle majeur dans l'obtention des titres des Pistons de Détroit et des Bulls de Chicago. Nate McMillan, Kevin Duckworth, Kenny Walker, Johnny Newman et David Wingate eurent également de longues et productives carrières. Dražen Petrović, sélectionné au troisième tour, décéda dans un accident de la route en 1993 à l'aube d'une prometteuse carrière NBA[6].
- Les Cavaliers de Cleveland ont eu le meilleur flair, choisissant Mark Price, Brad Daugherty et Ron Harper. Price et Daugherty firent de nombreuses apparitions au All-Star Game, tandis que les trois devinrent titulaires chez les Cavaliers, amenant l'équipe de nombreuses fois en playoffs à la fin des années 1980 et au début des années 1990. Bien que Harper ne fût jamais All-Star, il fut l'un des meneurs de jeu les plus respectés de sa génération et remporta cinq titres de champion (les trois derniers des Bulls de l'ère Michael Jordan et les deux premiers avec les Lakers de Los Angeles de Kobe Bryant et Shaquille O'Neal).
- Le choix de draft pour Ron Harper fut octroyé par la ligue aux Cavaliers après que leur précédent propriétaire, Ted Stepien, eut transféré de nombreux premiers tours de draft dans les années précédentes, une pratique depuis lors, bannie de la NBA[7].
- Cette draft est aussi connue pour le nombre de joueurs pour la contribution qu'ils ont apporté hors du parquet. Par exemple, Nate McMillan connait des succès avec les Trail Blazers de Portland en tant qu'entraîneur; Scott Skiles et Larry Krystkowiak ont dirigé les Bucks de Milwaukee. Jay Bilas, sélectionné au premier tour, est consultant pour la Draft de la NBA et la NCAA.
- Cette draft contient deux joueurs étrangers exceptionnels, les deux ayant eu de courtes carrières dans la grande ligue pour des raisons différentes et les deux ayant été sélectionnés par la même équipe, les Trail Blazers de Portland.
  - Dražen Petrović, sélectionné au troisième tour était sur le point d'acquérir un statut de All-Star, alors qu'il était dans sa quatrième saison, quand il disparut lors d'un accident de la route en 1993[8]. Il a depuis été intronisé au Basketball Hall of Fame.
  - Arvydas Sabonis, 24e choix, n'a pas obtenu la permission de jouer aux États-Unis à cause du climat politique de l'époque en URSS. Il remporta la médaille d'or Jeux olympiques d'été de 1988 avec l'URSS et la médaille de bronze aux Jeux olympiques d'été de 1992 avec la Lituanie. Après la chute de l'Union soviétique en 1989, Sabonis eut une grande carrière en Europe avant de rejoindre finalement les Trail Blazers en 1995, terminant à la deuxième place des trophées du meilleur sixième homme et du rookie de l'année. Il joua sept solides saisons avec Portland avant de retourner en Lituanie finir sa carrière.

## Draft
| ^ | Signale un joueur qui a été intronisé au Basketball Hall of Fame                                                                |
| * | Signale un joueur qui a été sélectionné pour au moins un match annuel NBA All-Star Game et une récompense annuelle All-NBA Team |
| + | Signale un joueur qui a été sélectionné pour au moins un match annuel NBA All-Star Game                                         |
| R | Signale le joueur qui a remporté le titre de NBA Rookie of the Year                                                             |

### Premier tour
| Choix | Nom               | Position           | Nationalité               | Équipe                                                                             | Provenance                       |
| ----- | ----------------- | ------------------ | ------------------------- | ---------------------------------------------------------------------------------- | -------------------------------- |
| 1     | Brad Daugherty*   | Pivot              | États-Unis                | Cavaliers de Cleveland (des Clippers de Los Angeles via les 76ers de Philadelphie) | Tar Heels de Caroline du Nord    |
| 2     | Len Bias          | Ailier             | États-Unis                | Celtics de Boston (des SuperSonics de Seattle)                                     | Terrapins du Maryland            |
| 3     | Chris Washburn    | Pivot              | États-Unis                | Warriors de Golden State                                                           | Wolfpack de North Carolina State |
| 4     | Chuck Person R    | Ailier fort        | États-Unis                | Pacers de l'Indiana                                                                | Tigers d'Auburn                  |
| 5     | Kenny Walker      | Ailier             | États-Unis                | Knicks de New York                                                                 | Wildcats du Kentucky             |
| 6     | William Bedford   | Pivot              | États-Unis                | Suns de Phoenix                                                                    | Tigers de Memphis                |
| 7     | Roy Tarpley       | Pivot              | États-Unis                | Mavericks de Dallas (des Cavaliers de Cleveland)                                   | Wolverines du Michigan           |
| 8     | Ron Harper        | Ailier             | États-Unis                | Cavaliers de Cleveland *                                                           | Redhawks de Miami                |
| 9     | Brad Sellers      | Pivot              | États-Unis                | Bulls de Chicago                                                                   | Buckeyes d'Ohio State            |
| 10    | Johnny Dawkins    | Meneur             | États-Unis                | Spurs de San Antonio                                                               | Blue Devils de Duke              |
| 11    | John Salley       | Ailier fort        | États-Unis                | Pistons de Détroit (des Kings de Sacramento)                                       | Yellow Jackets de Georgia Tech   |
| 12    | John Williams     | Ailier fort        | États-Unis                | Bullets de Washington                                                              | Tigers de LSU                    |
| 13    | Dwayne Washington | Meneur             | États-Unis                | Nets du New Jersey                                                                 | Orange de Syracuse               |
| 14    | Walter Berry      | Ailier Ailier fort | États-Unis                | Trail Blazers de Portland                                                          | Red Storm de Saint John          |
| 15    | Dell Curry        | Arrière Ailier     | États-Unis                | Jazz de l'Utah                                                                     | Hokies de Virginia Tech          |
| 16    | Maurice Martin    | Ailier             | États-Unis                | Nuggets de Denver (des Mavericks de Dallas)                                        | Saint Joseph's                   |
| 17    | Harold Pressley   | Ailier             | États-Unis                | Kings de Sacramento (des Pistons de Détroit)                                       | Wildcats de Villanova            |
| 18    | Mark Alarie       | Ailier fort        | États-Unis                | Nuggets de Denver                                                                  | Blue Devils de Duke              |
| 19    | Billy Thompson    | Ailier             | États-Unis                | Hawks d'Atlanta                                                                    | Cardinals de Louisville          |
| 20    | Buck Johnson      | Ailier             | États-Unis                | Rockets de Houston                                                                 | Crimson Tide de l'Alabama        |
| 21    | Anthony Jones     | Ailier             | États-Unis                | Bullets de Washington (des 76ers de Philadelphie)                                  | Rebels d'UNLV                    |
| 22    | Scott Skiles      | Meneur             | États-Unis                | Bucks de Milwaukee                                                                 | Spartans de Michigan State       |
| 23    | Ken Barlow        | Ailier fort        | États-Unis                | Lakers de Los Angeles                                                              | Fighting Irish de Notre Dame     |
| 24    | Arvydas Sabonis^  | Pivot              | Union soviétique Lituanie | Trail Blazers de Portland (des Celtics de Boston via les Clippers de Los Angeles)  | Žalgiris Kaunas                  |

### Deuxième tour
| Choix | Nom                             | Nationalité | Équipe                    | Provenance                  |
| ----- | ------------------------------- | ----------- | ------------------------- | --------------------------- |
| 25    | Mark Price* (Meneur)            | États-Unis  | Mavericks de Dallas       | Georgia Tech                |
| 26    | Greg Dreiling (Pivot)           | États-Unis  | Pacers de l'Indiana       | Kansas                      |
| 27    | Dennis Rodman^ (Ailier fort)    | États-Unis  | Pistons de Détroit        | Southeastern Oklahoma State |
| 28    | Larry Krystkowiak (Ailier fort) | États-Unis  | Bulls de Chicago          | Montana                     |
| 29    | Johnny Newman (Ailier)          | États-Unis  | Cavaliers de Cleveland    | Richmond                    |
| 30    | Nate McMillan (Meneur)          | États-Unis  | SuperSonics de Seattle    | NC State                    |
| 31    | John Ward (Ailier)              | États-Unis  | Bullets de Washington     | Georgia                     |
| 32    | Cedric Henderson (Ailier fort)  | États-Unis  | Hawks d'Atlanta           | Georgia                     |
| 33    | Kevin Duckworth+ (Pivot)        | États-Unis  | Spurs de San Antonio      | Eastern Illinois            |
| 34    | Johnny Rogers (Ailier fort)     | États-Unis  | Kings de Sacramento       | UC Irvine                   |
| 35    | Milt Wagner (Meneur)            | États-Unis  | Mavericks de Dallas       | Louisville                  |
| 36    | Steve Mitchell (Meneur)         | États-Unis  | Bullets de Washington     | UAB                         |
| 37    | Panayiótis Fasoúlas (Pivot)     | Grèce       | Trail Blazers de Portland | NC State                    |
| 38    | LeMone Lampley (Pivot)          | États-Unis  | SuperSonics de Seattle    | DePaul                      |
| 39    | Rafael Addison (Ailier)         | États-Unis  | Suns de Phoenix           | Syracuse                    |
| 40    | Augusto Binelli (Pivot)         | Italie      | Hawks d'Atlanta           | Virtus Bologne              |
| 41    | Otis Smith (Arrière)            | États-Unis  | Nuggets de Denver         | Jacksonville                |
| 42    | Ron Kellogg (Ailier)            | États-Unis  | Hawks d'Atlanta           | Kansas                      |
| 43    | Dave Feitl (Pivot)              | États-Unis  | Rockets de Houston        | UTEP                        |
| 44    | David Wingate (Arrière)         | États-Unis  | 76ers de Philadelphie     | Georgetown                  |
| 45    | Keith Smith (Meneur)            | États-Unis  | Bucks de Milwaukee        | Loyola Marymount            |
| 46    | Jeff Hornacek+ (Arrière)        | États-Unis  | Suns de Phoenix           | Iowa State                  |
| 47    | Michael Jackson (Meneur)        | États-Unis  | Knicks de New York        | Georgetown                  |

### Troisième tour
| Choix | Nom                                 | Nationalité         | Équipe                    | Provenance          |
| ----- | ----------------------------------- | ------------------- | ------------------------- | ------------------- |
| 48    | Forrest McKenzie (Ailier)           | États-Unis          | Spurs de San Antonio      | Loyola Marymount    |
| 49    | Juden Smith                         | États-Unis          | Trail Blazers de Portland | UTEP                |
| 50    | Kevin Henderson (Meneur)            | États-Unis          | Cavaliers de Cleveland    | Cal State Fullerton |
| 51    | Mike Williams (Ailier fort, Ailier) | États-Unis          | Warriors de Golden State  | Bradley             |
| 52    | Ricky Wilson (Meneur)               | États-Unis          | Bulls de Chicago          | George Mason        |
| 53    | Tod Murphy (Ailier fort)            | États-Unis          | SuperSonics de Seattle    | UC Irvine           |
| 54    | Dwayne Polee (Arrière)              | États-Unis          | Clippers de Los Angeles   | Pepperdine          |
| 55    | Kenny Gattison (Ailier fort)        | États-Unis          | Suns de Phoenix           | Old Dominion        |
| 56    | Keith Colbert                       | États-Unis          | 76ers de Philadelphie     | Virginia Tech       |
| 57    | Bruce Douglas (Arrière)             | États-Unis          | Kings de Sacramento       | Illinois            |
| 58    | David Henderson (Meneur)            | États-Unis          | Bullets de Washington     | Duke                |
| 59    | Wendell Alexis                      | États-Unis          | Warriors de Golden State  | Syracuse            |
| 60    | Dražen Petrović^ (Arrière)          | Yougoslavie Croatie | Trail Blazers de Portland | Cibona Zagreb       |
| 61    | John Shasky (Pivot)                 | États-Unis          | Jazz de l'Utah            | Minnesota           |
| 62    | Anthony Welch                       | États-Unis          | Dallas Mavericks          | Illinois            |
| 63    | Bill Breeding                       | États-Unis          | Jazz de l'Utah            | Rocky Mountain      |
| 64    | Don Redden                          | États-Unis          | Nuggets de Denver         | LSU                 |
| 65    | Dave Hoppen (Pivot)                 | États-Unis          | Hawks d'Atlanta           | Nebraska            |
| 66    | Anthony Bowie (Arrière)             | États-Unis          | Rockets de Houston        | Oklahoma            |
| 67    | Ron Rowan (Arrière)                 | États-Unis          | 76ers de Philadelphie     | Saint John          |
| 68    | Baskerville Holmes                  | États-Unis          | Bucks de Milwaukee        | Memphis State       |
| 69    | Andre Turner (Meneur)               | États-Unis          | Lakers de Los Angeles     | Memphis State       |
| 70    | Jim Les (Meneur)                    | États-Unis          | Hawks d'Atlanta           | Bradley             |